# Biroia philippinensis
Biroia philippinensis är en stekelart som först beskrevs av Bhat och Gupta 1977.  Biroia philippinensis ingår i släktet Biroia och familjen bracksteklar. Inga underarter finns listade.